# Kayabaşı, Akyazı
Kayabaşı là một xã thuộc quận Akyazı, tỉnh Sakarya, Thổ Nhĩ Kỳ. Dân số thời điểm năm 2008 là 658 người.